# Bürgermeisterei Hardenberg
Die Bürgermeisterei Hardenberg war im 19. und zu Anfang des 20. Jahrhunderts eine Bürgermeisterei im Kreis Mettmann und zeitweise im Kreis Elberfeld der preußischen Rheinprovinz. Sie ging aus der mittelalterlichen bergischen Herrschaft Hardenberg hervor, die 1806 unter den Franzosen aufgelöst wurde und als Mairie Hardenberg dem Kanton Velbert zugeordnet wurde. Unter Preußen wurde die Mairie Hardenberg in die Bürgermeisterei Hardenberg umgewandelt.

## Hintergrund und Geschichte
Das Herzogtum Berg gehörte zuletzt aufgrund von Erbfällen zum Besitz Königs Maximilian I. Joseph von Bayern. Am 15. März 1806 trat er das Herzogtum an Napoleon Bonaparte im Tausch gegen das Fürstentum Ansbach ab. Dieser übereignete das Herzogtum an seinen Schwager Joachim Murat, der es am 24. April 1806 zusammen mit den rechtsrheinischen Grafschaften Mark, Dortmund, Limburg, dem nördlichen Teil des Fürstentums Münster und weiteren Territorien zu dem Großherzogtum Berg vereinte.
Bald nach der Übernahme begann die französische Verwaltung im Großherzogtum neue und moderne Verwaltungsstrukturen nach französischem Vorbild einzuführen. Bis zum 3. August 1806 ersetzte und vereinheitlichte diese Kommunalreform die alten bergischen Ämter und Herrschaften. Sie sah die Schaffung von Départements, Arrondissements, Kantone und Munizipalitäten (ab Ende 1808 Mairies genannt) vor und brach mit den alten Adelsvorrechten in der Kommunalverwaltung. Am 14. November 1808 war dieser Prozess nach einer Neuordnung der ersten Strukturierung von 1806 abgeschlossen, die altbergischen Honschaften blieben dabei häufig erhalten und wurden als Landgemeinden den jeweiligen Mairies eines Kantons zugeordnet. In dieser Zeit wurde die Munizipalität bzw. Mairie Hardenberg als Teil des Kanton Velbert im Arrondissement Düsseldorf geschaffen. 
Ihr gehörten neben den Kirchdörfern Neviges und Langenberg die altbergischen Honschaften bzw. Bauerschaften Große Höhe, Kuhlendahl, Kleine Höhe, Untensiebeneick, Obensiebeneick,  Dönberg, Richrath, Voßnacken, Rottberg, Windrath, Nordrath und Wallmichrath an. 
1813 zogen die Franzosen nach der Niederlage in der Völkerschlacht bei Leipzig aus dem Großherzogtum ab. Hardenberg als Teil des vorherigen Herzogtums Berg kam Ende 1813 unter die provisorische Verwaltung im  Generalgouvernement Berg und 1815 aufgrund der auf dem Wiener Kongress getroffenen  Beschlüsse zum Königreich Preußen. Mit Bildung der preußischen Provinz Jülich-Kleve-Berg 1816 wurden die vorhandenen Verwaltungsstrukturen im Großen und Ganzen zunächst beibehalten und unter Beibehaltung der französischen Grenzziehungen in preußische Landkreise, Bürgermeistereien und Gemeinden umgewandelt, die häufig bis in das 20. Jahrhundert Bestand hatten. Der Kanton Velbert wurde zum Kreis Mettmann (ab 1820 Kreis Elberfeld) und die Mairie Hardenberg zur Bürgermeisterei Hardenberg.
1815/16 lebten 6.925 Einwohner in der Bürgermeisterei. Laut der Statistik und Topographie des Regierungsbezirks Düsseldorf besaß die Bürgermeisterei 1832 eine Einwohnerzahl von 9.023, die sich in 1.727 katholische, 7.187 evangelische und 109 jüdische Gemeindemitglieder aufteilten. Die Wohnplätze der Bürgermeisterei umfassten zusammen acht Kirchen, elf öffentliche Gebäude, 1.018 Wohnhäuser, 21 Fabriken und Mühlen und 563 landwirtschaftliche Gebäude.
Bezüglich der Vertretung in den Provinzialständen der Rheinprovinz war Langenberg seit 1831 dem Stand der Städte zugeordnet und nannte sich auch „Stadt“, bildete aber zunächst noch keine Stadt im verwaltungsrechtlichen Sinne.
Seit 1846 bildete die Bürgermeisterei Hardenberg eine Gemeinde gemäß der Gemeinde-Ordnung für die Rheinprovinz vom 23. Juli 1845. Die Bürgermeisterei Hardenberg erhielt außerdem 1856 als Stadtgemeinde Langenberg mit Hardenberg die Rheinische Städteordnung. Die Bürgerschaft von Langenberg fühlte sich in der für die damaligen Verhältnisse flächengroßen Bürgermeisterei unterrepräsentiert und erreichte durch zahlreiche Petitionen und Bemühungen, dass Langenberg am 11. Februar 1859 verwaltungstechnisch von seinem eher ländlich geprägten Umland abgeteilt und zu einer eigenen Stadtbürgermeisterei außerhalb der Bürgermeisterei Hardenberg erhoben wurde. Der Rest von Hardenberg bestand als Bürgermeisterei und Landgemeinde fort, nunmehr mit Neviges als alleinigem Kernort.
Das Gemeindelexikon für die Provinz Rheinland von 1888 gibt für die Bürgermeisterei und Landgemeinde Hardenberg eine Einwohnerzahl von 12.169 an (9.018 evangelischen, 3.046 katholischen, 34 sonstig christlichen und 53 jüdischen Glaubens), die in 657 Wohnplätzen mit zusammen 1.180 Wohnhäusern und 2.326 Haushaltungen lebten. Die Fläche der Bürgermeisterei (6.212 ha) unterteilte sich in 3.056 ha Ackerland, 618 ha Wiesen und 1.897 ha Wald.
Im letzten Drittel des 19. Jahrhunderts bürgerte sich für Hardenberg immer mehr die Bezeichnung Hardenberg-Neviges ein, um eine Unterscheidung zu anderen Orten namens Hardenbergs zu erreichen; eine amtliche Namensänderung fand allerdings zunächst noch nicht statt. Ab 1894 siegelte das Bürgermeisteramt als Hardenberg-Neviges, was bei der Bezirksregierung Düsseldorf auf Ablehnung stieß. 1896 einigte man sich auf den Siegeltext Hardenberg zu Neviges. Ab 1901 blieb es dann bei dem verkürzten Hardenberg-Neviges.
Im Jahre 1899 wurden Dilldorf sowie Teile von Rottberg und Voßnacken aus der Gemeinde Hardenberg in die Gemeinde Kupferdreh im Landkreis Essen umgegliedert. Hardenberg-Neviges erhielt 1922 das Stadtrecht gemäß der Rheinischen Städteordnung und 1935 den amtlichen Namen Neviges.
Die Stadt Neviges wurde 1975 Teil der Stadt Velbert.